# (11669) Pascalscholl
(11669) Pascalscholl (1997 XY8) – planetoida z pasa głównego asteroid okrążająca Słońce w ciągu 3,82 lat w średniej odległości 2,44 j.a. Odkryta 7 grudnia 1997 roku.